# 야후! 스포츠

야후! 스포츠(Yahoo Sports)는 1997년 12월 8일부터 야후!가 운영하는 스포츠 뉴스 웹사이트이다.